# Giout d'Arahez
Giout, Gut ou Giwt d'Arahez ou Giout Arahezatsi (en arménien Գյուտ Արահեզացի ; mort en 478) est un catholicos de l'Église apostolique arménienne de 461 à 478.

## Biographie
Giout naît vers 395 à Arahez, dans le Taron. Disciple de Mesrop Machtots, il est évêque du Varand ou Vanand (région de Kars, nord-ouest de l'Arménie médiévale) et participe sous le catholicos Hovsep Ier de Holotsim au synode de Chahapivan (444) et à la réunion d'Artachat (449).
Il est désigné catholicos en 461 et succède à Movsès Ier de Manazkert.
L'historien arménien contemporain Ghazar Parpetsi le décrit comme étant « très érudit dans les lettres arméniennes, plus habile encore en grec », ce qui entraîne une suspicion d'intrigues avec l'empereur byzantin Léon Ier. Convoqué à la cour sassanide par le roi des rois Péroz Ier sous l'accusation de « traiter avec les grecs » en 471/472, Giout reconnaît à ce dernier le droit de le démettre de sa fonction catholicossale, mais lui conteste le droit de lui retirer sa charge épiscopale. Péroz se contente cependant de l'éloigner de son siège de Dvin ; Giout réside alors en Perse, avant d'être autorisé à rentrer en Arménie et de s'établir à Votmous, dans le Vanand.
Il y meurt en 478 et a pour successeur Hovhannès Ier.

## Œuvres
Giout serait l'un des premiers éditeurs du bréviaire arménien ; on lui attribue quelques traductions religieuses depuis le grec, ainsi que deux lettres, à « Davit » (probablement Davit Anhaght) et au roi des Albaniens Vatché II.